# Ashtabula zonura
Ashtabula zonura är en spindelart som beskrevs av George William Peckham och Elizabeth Maria Gifford Peckham 1894. Ashtabula zonura ingår i släktet Ashtabula och familjen hoppspindlar. Inga underarter finns listade.